# Château de Mellet
Le château de Mellet est un château français situé à Beauregard-de-Terrasson, dans le département de la Dordogne, en région Nouvelle-Aquitaine.

## Localisation
Le château de Mellet est un château implanté dans le Périgord noir au nord de la commune de Beauregard-de-Terrasson, en rive gauche de la Vézère.

## Historique
La plus ancienne mention d'un château à Mellet date de 1467 quand un acte mentionne le « Repayrium de Meleto ». Le château actuel a été construit dans la seconde moitié du XVIIe siècle sur les fondations du XIIIe siècle.
On peut aussi voir la croix du Mellet, peut-être une croix hosannière ou une croix de rogations.
C'est probablement en 1811 que le château est acheté par Arnaud Combret de Marcillac. Louis Léger Combret de Marcillac y habite quand il est maire de Beauregard-de-Terrasson.
Il a été le témoin en juillet 1944 d'une opération de la Résistance commandée par Roger Ranoux, alias « Hercule », pour y récupérer des denrées alimentaires.
La seigneurie de Mellet a appartenu successivement aux familles Mellet, Albret, Losse, Campagniac, Combret de Marcillac, Boishamon. La terre de Mellet devait l'hommage à l'évêque d'Angoulême, seigneur baron de la châtellenie d'Ans.

## Description
Le château est d'un style très sobre comprenant un corps de logis rectangulaire compris entre deux pavillons avec une toiture en ardoises.

## Protection
Les façades et les toitures du château et des communs sont inscrites au titre des monuments historiques le 2 février 1990.